# Скотті Боумен
Вільям Скотт Боумен (англ. William Scott "Scotty" Bowman; нар. 18 вересня 1933 року) — канадський хокейний тренер.

## Ігрова кар'єра
Через важку травму кар'єра гравця Скотті завершилась у дев'ятнадцятирічному віці. Згодом він розпочав роботу в системі «Монреаль Канадієнс».

## Тренерська робота
У 1956 Боумен очолив молодіжну команду «Монреаль Канадієнс».
У 1967 канадець очолює новостворенний клуб «Сент-Луїс Блюз» з яким він тричі поспіль програв фінал Кубка Стенлі.
Влітку 1971 Скотті очолює головну команду «Монреаль Канадієнс» з яким він п'ять разів виграв Кубок Стенлі.
З 1979 по 1987 Боумен очолював клуб «Баффало Сейбрс».
У 1990 році Скотті очолив «Піттсбург Пінгвінс», а наступного року він увійшов до Зали слави. У сезоні 1991–92 «пінгвіни» вперше набрали в регулярному сезоні 100 очок. Після двох сезонів на чолі «Піттсбург Пінгвінс» йому запропрнували новий контракт але він відмовився від продовження угоди.
«Детройт Ред Вінгз» став останньою командою, яку очолював канадець. За дев'ять сезонів «червоні крила» тричі виграли під його керівництвом Кубок Стенлі.
Боумен вважається одним з найкращих тренерів в історії НХЛ.
У 1976 та 1981 роках він був головним тренером збірної Канади, яка грала в турнірі Кубок Канади.

## Нагороди
- Володар Меморіального кубку в складі «Оттава Канадієнс» — 1958.
- Володар Кубка Стенлі в складі «Монреаль Канадієнс» — 1973, 1976, 1977, 1978, 1979.
- Нагорода Джека Адамса — 1977, 1996.
- Володар Кубка Стенлі в складі «Піттсбург Пінгвінс» — 1992.
- Володар Кубка Стенлі в складі «Детройт Ред Вінгз» — 1997, 1998, 2002.
- Міжнародна премія Вейна Грецкі — 2002.[6][7]

## Тренерська статистика
| Команда   | Сезон     | Регулярний сезон | Регулярний сезон | Регулярний сезон | Регулярний сезон | Регулярний сезон | Регулярний сезон | Регулярний сезон    | Плей-оф | Плей-оф | Плей-оф | Плей-оф                           |
| Команда   | Сезон     | І                | В                | П                | Н                | ПО               | О                | Результат           | В       | П       | В%      | Результат                         |
| --------- | --------- | ---------------- | ---------------- | ---------------- | ---------------- | ---------------- | ---------------- | ------------------- | ------- | ------- | ------- | --------------------------------- |
| СТЛ       | 1967–68   | 58               | 23               | 21               | 14               | —                | 70               | 3-і Західний        | 8       | 10      | .444    | Поступились у фіналі Кубка Стенлі |
| СТЛ       | 1968–69   | 76               | 37               | 25               | 14               | —                | 88               | 1-е Західний        | 8       | 4       | .667    | Поступились у фіналі Кубка Стенлі |
| СТЛ       | 1969–70   | 76               | 37               | 27               | 12               | —                | 86               | 1-е Західний        | 8       | 8       | .500    | Поступились у фіналі Кубка Стенлі |
| СТЛ       | 1970–71   | 28               | 13               | 10               | 5                | —                | (31)             | (Подав у відставку) | —       | —       | —       | —                                 |
| СТЛ разом | СТЛ разом | 238              | 110              | 83               | 45               | —                | 265              |                     | 26      | 26      | .500    | 4 плей-оф                         |
| МОН       | 1971–72   | 78               | 46               | 16               | 16               | —                | 108              | 3-і Східний         | 2       | 4       | .333    | Поступились у чвертьфіналі        |
| МОН       | 1972–73   | 78               | 52               | 10               | 16               | —                | 120              | 1-е Східний         | 12      | 5       | .706    | Переможець Кубка Стенлі           |
| МОН       | 1973–74   | 78               | 45               | 24               | 9                | —                | 99               | 2-е Східний         | 2       | 4       | .333    | Поступились у чвертьфіналі        |
| МОН       | 1974–75   | 80               | 47               | 14               | 19               | —                | 113              | 1-е Норріс          | 6       | 5       | .545    | Поступились у півфіналі           |
| МОН       | 1975–76   | 80               | 58               | 11               | 11               | —                | 127              | 1-е Норріс          | 12      | 1       | .923    | Переможець Кубка Стенлі           |
| МОН       | 1976–77   | 80               | 60               | 8                | 12               | —                | 132              | 1-е Норріс          | 12      | 2       | .857    | Переможець Кубка Стенлі           |
| МОН       | 1977–78   | 80               | 59               | 10               | 11               | —                | 129              | 1-е Норріс          | 12      | 3       | .800    | Переможець Кубка Стенлі           |
| МОН       | 1978–79   | 80               | 52               | 17               | 11               | —                | 115              | 1-е Норріс          | 12      | 4       | .750    | Переможець Кубка Стенлі           |
| МОН разом | МОН разом | 634              | 419              | 110              | 105              | —                | 943              |                     | 70      | 28      | .714    | 8 плей-оф 5 Кубків Стенлі         |
| БАФ       | 1979–80   | 80               | 47               | 17               | 16               | —                | 110              | 1-е Адамс           | 9       | 5       | .643    | Поступились у півфіналі           |
| БАФ       | 1981–82   | 35               | 18               | 10               | 7                | —                | 43               | 3-і Адамс           | 1       | 3       | .250    | Півфінал дивізіону                |
| БАФ       | 1982–83   | 80               | 38               | 29               | 13               | —                | 89               | 3-і Адамс           | 6       | 4       | .600    | Фіналіст дивізіону                |
| БАФ       | 1983–84   | 80               | 48               | 25               | 7                | —                | 103              | 2-е Адамс           | 0       | 3       | .000    | Півфінал дивізіону                |
| БАФ       | 1984–85   | 80               | 38               | 28               | 14               | —                | 90               | 3-і Адамс           | 2       | 3       | .400    | Півфінал дивізіону                |
| БАФ       | 1985–86   | 37               | 18               | 18               | 1                | —                | 37               | 5-е Адамс           | —       | —       | —       | не вийшли у плей-оф               |
| БАФ       | 1986–87   | 12               | 3                | 7                | 2                | —                | 8                | (Звільнений)        | —       | —       | —       | —                                 |
| БАФ разом | БАФ разом | 404              | 210              | 134              | 60               | —                | 480              |                     | 18      | 18      | .500    | 5 плей-оф                         |
| ПІТ       | 1991–92   | 80               | 39               | 32               | 9                | —                | 87               | 3-є Дивізіон Патрик | 16      | 5       | .762    | Переможець Кубка Стенлі           |
| ПІТ       | 1992–93   | 84               | 56               | 21               | 7                | —                | 119              | 1-е Дивізіон Патрик | 7       | 5       | .583    | Фіналіст дивізіону                |
| ПІТ разом | ПІТ разом | 164              | 95               | 53               | 16               | —                | 206              |                     | 23      | 10      | .697    | 2 плей-оф 1 Кубок Стенлі          |
| ДЕТ       | 1993–94   | 84               | 46               | 30               | 8                | —                | 100              | 1-е Центральний     | 3       | 4       | .429    | Чвертьфіналіст Конференції        |
| ДЕТ       | 1994–95   | 48               | 33               | 11               | 4                | —                | 70               | 1-е Центральний     | 12      | 6       | .667    | Поступились у фіналі Кубка Стенлі |
| ДЕТ       | 1995–96   | 82               | 62               | 13               | 7                | —                | 131              | 1-е Центральний     | 10      | 9       | .526    | Фіналіст Конференції              |
| ДЕТ       | 1996–97   | 82               | 38               | 26               | 18               | —                | 94               | 2-е Центральний     | 16      | 4       | .800    | Переможець Кубка Стенлі           |
| ДЕТ       | 1997–98   | 82               | 44               | 23               | 15               | —                | 103              | 2-е Центральний     | 16      | 6       | .727    | Переможець Кубка Стенлі           |
| ДЕТ       | 1998–99   | 82               | 43               | 32               | 7                | —                | 93               | 1-е Центральний     | 6       | 4       | .600    | Півфіналіст Конференції           |
| ДЕТ       | 1999–2000 | 82               | 48               | 22               | 10               | 2                | 108              | 2-е Центральний     | 5       | 4       | .556    | Півфіналіст Конференції           |
| ДЕТ       | 2000–01   | 82               | 49               | 20               | 9                | 4                | 111              | 1-е Центральний     | 2       | 4       | .333    | Чвертьфіналіст Конференції        |
| ДЕТ       | 2001–02   | 82               | 51               | 17               | 10               | 4                | 116              | 1-е Центральний     | 16      | 7       | .696    | Переможець Кубка Стенлі           |
| ДЕТ разом | ДЕТ разом | 706              | 410              | 193              | 88               | 10               | 920              |                     | 86      | 48      | .642    | 9 плей-оф 3 Кубка Стенлі          |
| Усього    | Усього    | 2,141            | 1,244            | 573              | 314              | 10               | 2,814            |                     | 223     | 130     | .632    | 28 плей-оф 9 Кубків Стенлі        |